# Symplectoscyphidae
Symplectoscyphidae is een familie van neteldieren uit de klasse van de hydroïdpoliepen (Hydrozoa). Deze familie werd in 2016 voor het eerst wetenschappelijk beschreven door Maronna, Miranda, Peña Cantero, Barbeitos en Marques.

## Geslachten
- Antarctoscyphus Pena Cantero, Garcia Carrascosa & Vervoort, 1997
- Bicaularia Song et al., 2019
- Symplectoscyphus Marktanner-Turneretscher, 1890